# Soulstar
Soulstar är ett shoot 'em up-spel utgivet till Sega Mega-CD 1994, som ett var på Nintendos Starwing.

## Handling
Som stridspilot ombord på en rymdfarkost skall Bryk Hammelt skall rädda sin planet då den invaderas av främlingar.

## Outgivna porteringar
En version till Atari Jaguar CD började tillverkas, men arbetet avslutades aldrig, Ett exemplar visades på Jaguar Connexion 2005.
En kort video där Mega-CD och Atari Jaguar CD-versionerna jämförs har också gjorts:
En version till Sega 32X vid Soulstar X, var under utveckling. En prototyp hittades runt 2009-2010 och offentliggjordes för allmänheten.

### Fotnoter
1. 1 2 3 4 5 6  SoulStar Release Information for Sega CD Arkiverad 4 november 2010 hämtat från the Wayback Machine. på Gamefaqs
2. ↑  ”Soulstar” (på engelska). Mobygames. 13 mars 2014. http://www.mobygames.com/game/sega-cd/soulstar. Läst 7 juni 2014.
3. ↑  ”Arkiverade kopian”. Arkiverad från originalet den 2 december 2015. https://web.archive.org/web/20151202034727/http://www.cyberroach.com/jaguarcd/html/soulstar.htm. Läst 4 januari 2015.
4. ↑  http://mleguludec.free.fr/jc2005/jc2005centre.htm
5. ↑  http://www.xs4all.nl/~rdemming/Atari/SoulStar/index.htm
6. ↑  ”Arkiverade kopian”. Arkiverad från originalet den 18 mars 2012. https://web.archive.org/web/20120318215215/http://www.eidolons-inn.net/segabase/32X-SoulStarX.html. Läst 17 maj 2006. SegaBase - Soul Star X
7. ↑  http://www.segasaturno.com/portal/index.php?topic_id=4627 Sega Saturno - Soulstar X (Spanish)
8. ↑  http://www.segasaturno.com/portal/viewtopic.php?t=4626&sid=7fe70028593addd1f3cc39930c2dc67a Ibid